# Ngô Viết Thụ
 (avril 2021).
Si vous disposez d'ouvrages ou d'articles de référence ou si vous connaissez des sites web de qualité traitant du thème abordé ici, merci de compléter l'article en donnant les références utiles à sa vérifiabilité et en les liant à la section « Notes et références ».
Ngô Viết Thụ est un architecte vietnamien, né en 1926 au centre du Việt Nam, et décédé en 2000 à Hô Chi Minh-Ville. Il a eu huit enfants dont un fils, le Dr Ngo Viêt Nam Son, lequel est devenu un fameux architecte et urbaniste et a travaillé aux États-Unis et au Viêt Nam.

## Biographie
Élève de Charles Lemaresquier à l'École nationale supérieure des beaux-arts de Paris, il remporte le Prix de Rome en 1955. Pensionnaire de l'Académie de France à Rome à la Villa Médicis, entre 1955 et 1958, il y mène une recherche sur l'architecture et la planification urbaine.
En 1958, le président Ngô Đình Diệm l'invite à revenir travailler à Saïgon. En 1960, il y organise une exposition de son œuvre d'architecte et de peintre à l'hôtel de ville, notamment le projet de conurbation de Saïgon et Cholon, qu'il avait étudié pendant son séjour à Rome. 
Il conçoit le palais de l'Indépendance à Saïgon, également connu sous le nom de « Palais présidentiel » de 1961 à 1966, puis sous celui de « Palais de la réunification » à partir du 30 avril 1975. 

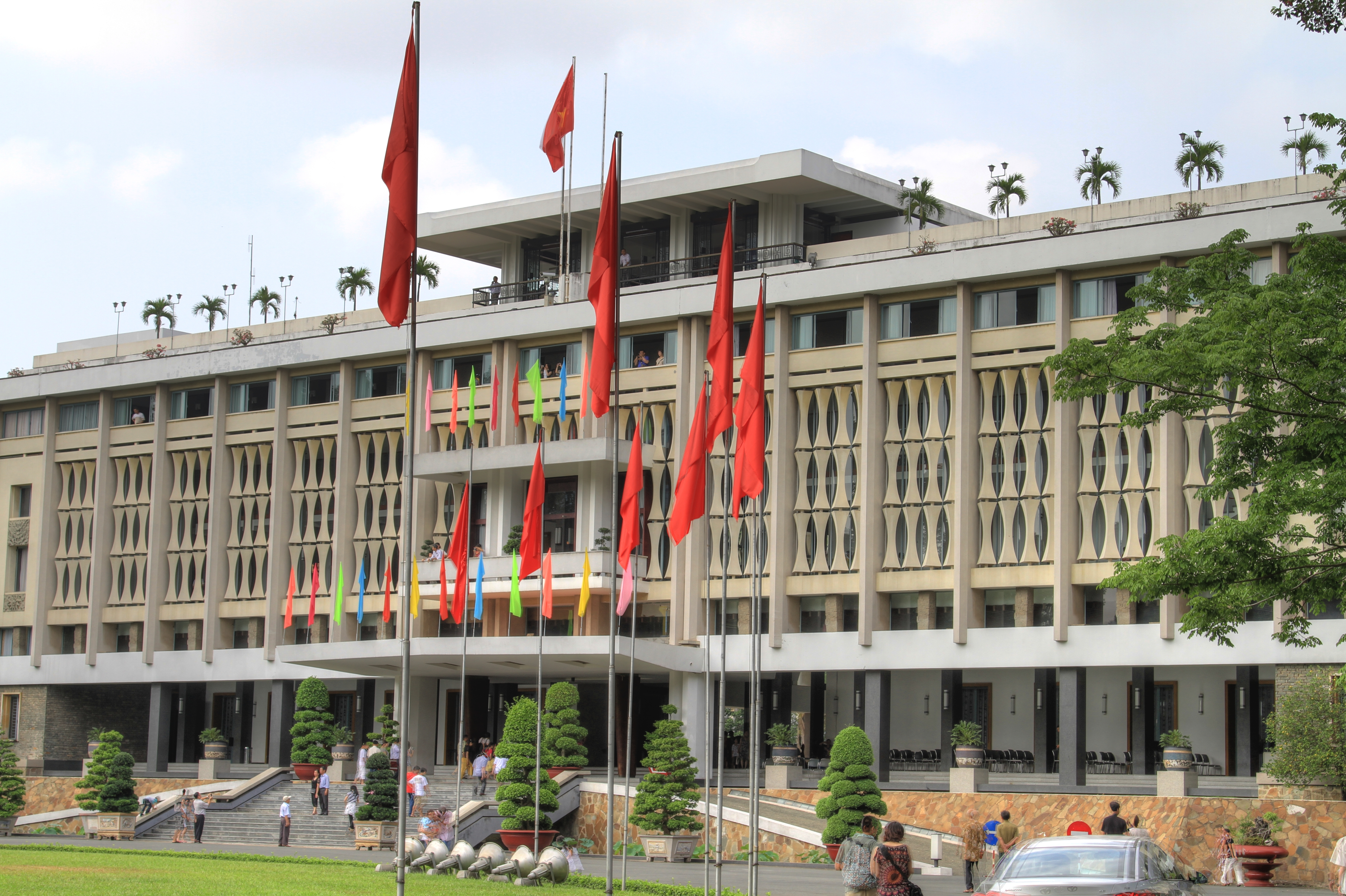
Le Palais de la réunification en 2011.
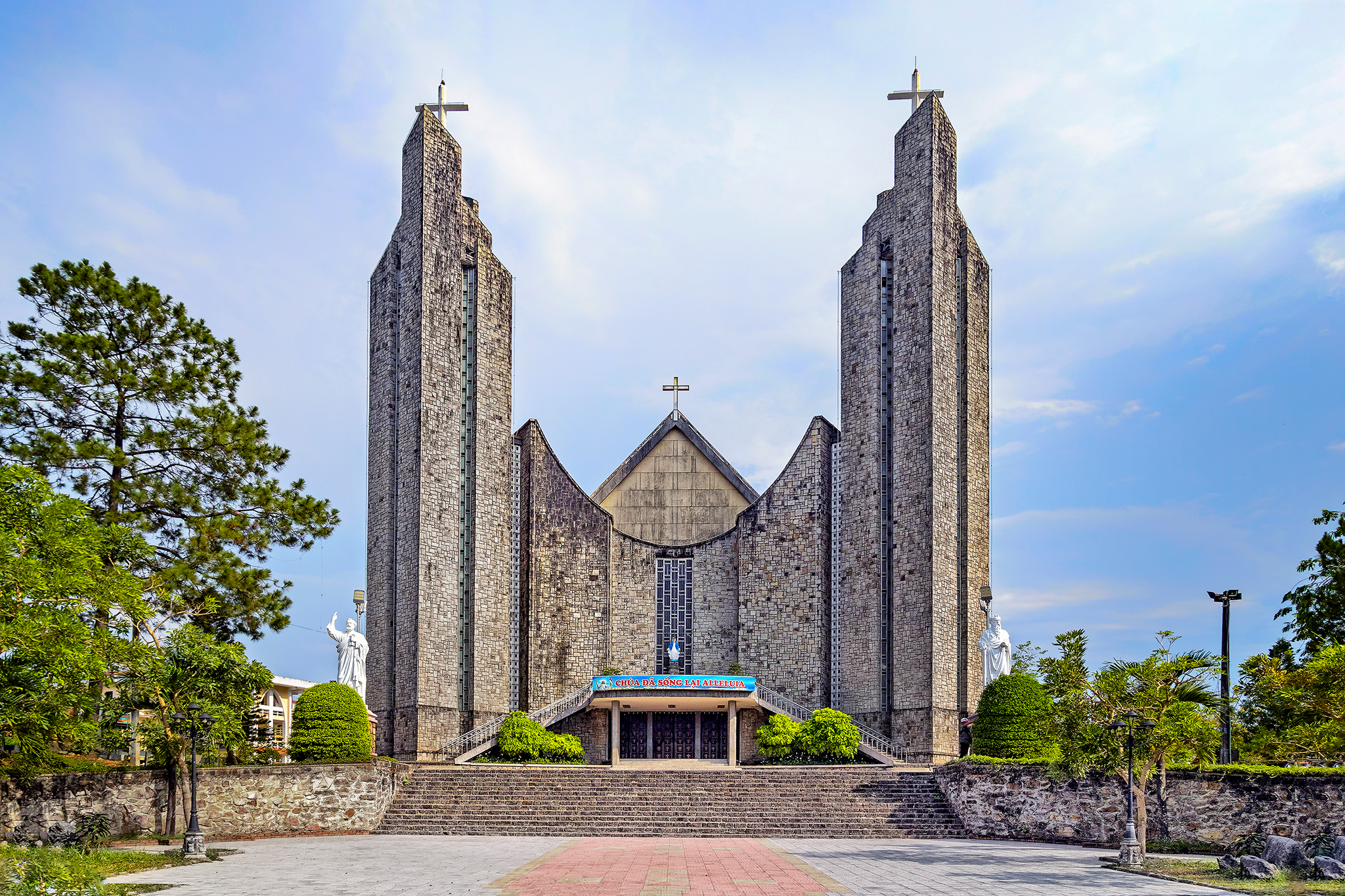
La cathédrale de Phủ Cam (en) en 2019.

Parmi ses autres projets, on peut distinguer l'Université de Hué (1961-1963), le Centre de recherche atomique à Đà Lạt (1962-1965), le village universitaire à Thủ Đức (1962), l'Hôtel Hương Giang 1 à Huế (1962), la cathédrale de Phủ Cam (en) (1963), le Collège de l'agriculture à Thủ Đức (1975), l'Hôpital Sông Bé (1985), l'Hôtel Century à Huế (1990).
En 1962, il est le premier architecte asiatique élu membre d'honoraire de l'Institut américain des architectes, en même temps que Jo van den Broek, Arne Jacobsen, Steen Eiler Rasmussen, Hector Mestre, Amancio Williams (es), Hernan Larrain-Errazuriz, Emilio Duhart (en), Jerzy Hryniewiecki (de) et John B. Parkin (en).
Il collabore avec des architectes internationaux dans les grands projets comme l'Université de médecine à Saïgon et la Cité internationale des arts à Paris (en collaboration avec Paul Tournon et Olivier Clément Cacoub).
Il est aussi un peintre fameux avec plusieurs expositions à Rome (1956, 1957, 1958), à Paris (1959), aux Philippines (1960) et au Viêt Nam (1961, 1963).